# 1987년 전미 비평가 협회상
제22회 전미 비평가 협회상은 1987년 최고의 영화를 기리기 위해 1988년 1월에 열린 시상식이다.

## 수상 및 후보

### 작품상
- 죽은 자들 수상

### 감독상
- 희망과 영광 - 존 부어만 수상

### 여우주연상
- 위스 유 워 히어 - 에밀리 로이드 수상

### 남우주연상
- 록산느 - 스티브 마틴 수상

### 여우조연상
- 스트리트 스마트 - 케시 베이커 수상

### 남우조연상
- 스트리트 스마트 - 모건 프리먼 수상

### 각본상
- 희망과 영광 - 존 부어만 수상

### 촬영상
- 희망과 영광 - 필립 루셀롯 수상

### 특별상
- Richard Roud 수상